# Bolwa
Die Bolwa  (russisch Болва́) ist ein linker Nebenfluss der Desna in Russland in den Oblasten Kaluga und Brjansk. Er entspringt in den Smolensk-Moskauer Höhen. Von der Quelle bis zur Mündung hat er eine Gesamtlänge von ungefähr 213 km. Die Strecke von Djatkowo nach Brjansk war im 19. Jahrhundert schiffbar. Sein Einzugsgebiet beträgt 4340 km².